# Olin R. Moyle
 Olin Moyle R. va ser un advocat de la Watch Tower del 1935 al 1939, formava part del personal de la seu central dels Testimonis de Jehovà a Brooklyn, Nova York, també conegut com la casa Bethel. Va representar els Testimonis de Jehovà en diversos plets davant del Cort Suprema dels Estats Units, que van establir precedents jurídics.
Una controvèrsia posterior amb el President de la Watch Tower, Joseph Rutherford va portar-lo a demandar la Societat Watch Tower per difamació, degut a un article del 15 d'octubre de 1939 sobre una qüestió de la revista La Talaia.	
Moyle també va acusar Rutherford de "tracte poc amable amb el personal de la societat, d'ira, de discriminació, de llenguatge vulgar". i per la seva "glorificació de l'alcohol". L'any 1924, en plena llei seca, el president Joseph Rutherford inicià una campanya en contra de la llei que prohibia la venda de begudes alcohòliques. Publicat a la revista La Talaia 1 de novembre de 1924:
- «Recentment, el President de la nostra Associació,[3] responent a una qüestió referen a la Divuitena esmena a la Constitució dels Estats Units, que prohibeix la fabricació, la venda i el transport de licors en els Estats Units i que es coneix sota el nom de «llei seca», declarà : "la Prohibició és un acord del diable"».